# Przedmieście Wojciechowickie (Kłodzko)
Przedmieście Wojciechowickie – część miasta Kłodzko, położona w województwie dolnośląskim, w powiecie kłodzkim. Przedmieście Wojciechowickie znajduje się w północno-wschodniej części miasta i graniczy ze wsią Wojciechowice.